# Capità general d'Aragó

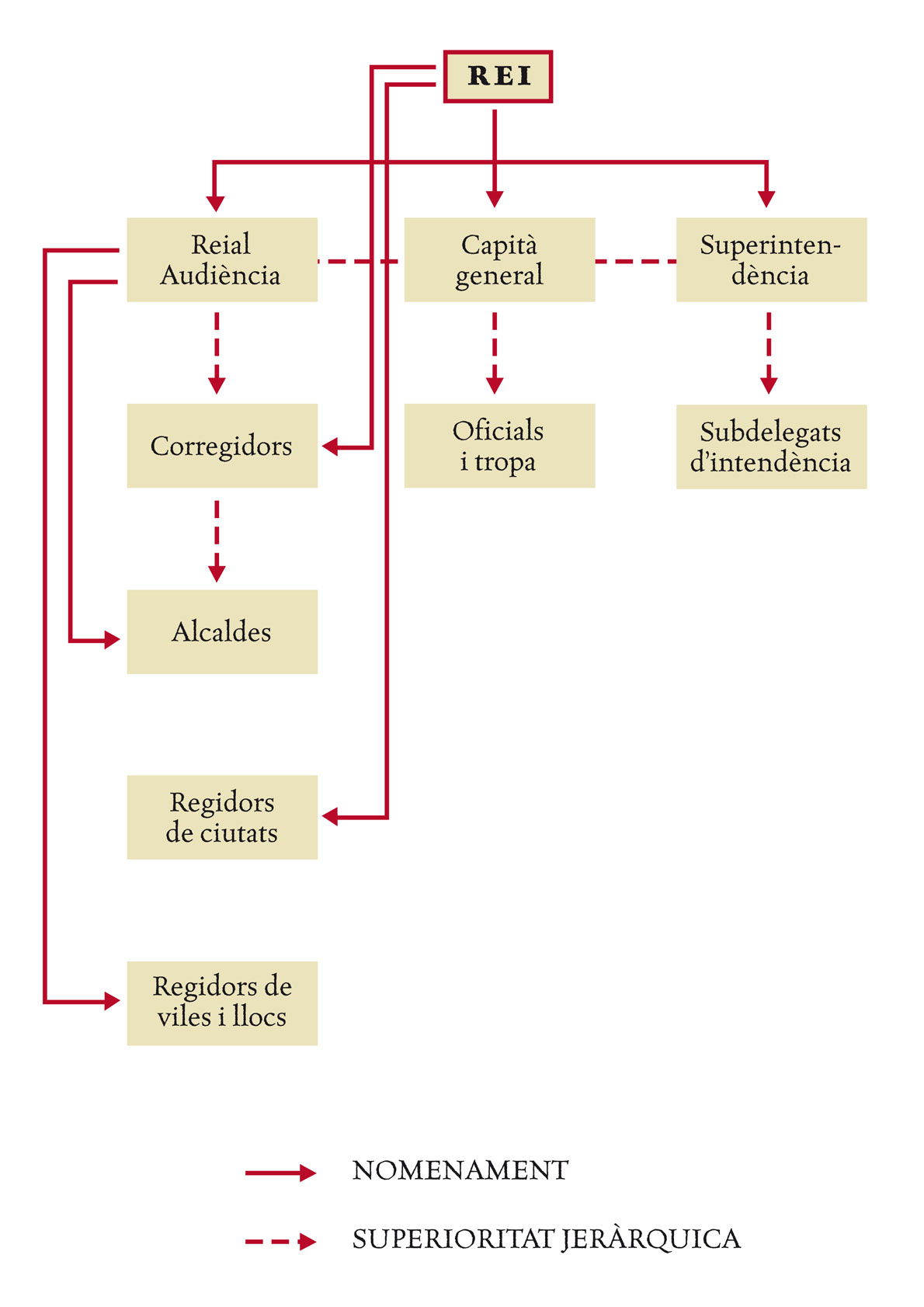
Esquema del sistema de govern borbònic basat en tres institucions polítiques: La nova Reial Audiència per fer complir les noves lleis, el Capità general que regia sobre el nombrós exèrcit que garantia l'ocupació, i el Superintendent que cobrava la gravosa fiscalitat que es va imposar als vençuts. Fins i tot els nomenaments més locals depenien directament de la monarquia.

El capità general d'Aragó fou un càrrec creat en lloc del Virrei d'Aragó a la fi de la Guerra de Successió en aplicació dels Decrets de Nova Planta que substituïren les lleis i institucions del Regne d'Aragó i la resta de la Corona d'Aragó.
Mitjançat el Reial Decret de 3 d'abril de 1711 es disposa que hi hagi al regne d'Aragó un comandant general, al càrrec del qual estava el govern militar, polític, econòmic i governatiu. Aquest comandant general del regne d'Aragó passa a anomenar-se capità general del regne d'Aragó a partir de 1722, Lucas de Spínola y Spínola serà el primer que és anomenat així en els reials decrets de 28 d'agost i cèdula de 10 de novembre, que el nomenen per al càrrec. Des de llavors, la denominació comandant general es reserva només per als nomenaments de caràcter interí, que es feien únicament en cas d'absència, malaltia o mort del capità general. I en 1800 s'estableix, ja amb caràcter permanent, un segon cap o comandant militar per suplir les absències del titular, designant-se para això al mariscal de camp Francisco de Eguía y López de Letona, governador de la plaça de Jaca.
El capità o comandant general ve a assumir funcions similars dels virreis de l'època austríaca. Són primordials les de caràcter militar com a cap superior de les forces armades, amb jurisdicció sobre els governadors militars dels partits. Però la seva autoritat s'estén a tots els ordres de l'administració territorial: exerceix el comandament polític; en l'econòmic, presideix la Junta o Tribunal de l'Erari; i és president nat de la Reial Audiència.
Des de 1835, el capità general a Aragó va veure les seves competències a les pròpiament militars, organitzant-se a finalitats del segle xix les regions militars, que agrupen diverses províncies, i passant a ser, doncs, el capità general de la regió. Mitjançant un decret de 1841 de Baldomero Espartero es van establir 14 capitanies generals arreu de l'Estat espanyol, una de les quals tenia la caserna general a Saragossa. La V Regió Militar comprenia únicament les tres províncies aragoneses, fins que en la reforma de 1944 se li va agregar les Sòria i Guadalajara. En 1986 el càrrec de capità general d'Aragó va desaparèixer quan la V Regió Militar (Aragó) i IV Regió Militar (Catalunya) foren integrades en la nova Regió Militar Pirinenca Oriental, amb comandament i Caserna General a Barcelona. En 1997 ambdues regions es van integrar juntament amb l'antiga VI Regió Militar en la nova Regió Militar Pirinenca, amb Comandament i Caserna General a Barcelona. En 2002. però, l'Exèrcit espanyol es va estructurar en unitats tàctiques i no pas en regions militars.

## Llista de capitans generals d'Aragó
Regnat de Felip V
- 1711-1714: Albert Octavius t'Serclaes de Tilly, príncep de T'Serclaes
- 1715-1717: Juan de Acuña y Bejarano, marquès de Casafuerte
- 1717: Juan Francisco de Bette y Croix, marquès de Lede (no prengué possessió)
- 1717-1718: Feliciano de Bracamonte Rodriguez de las Barillas, governador de Saragossa (interí)
- 1718-1721: Claude Abraham de Tubières de Grimoard, marquès de Caylús (interí)
- 1721-1722: Manuel d'Orléans i de Vatteville, comte de Charny, governador de Jaca (interí)
- 1722-1750: Lucas de Spínola y Spínola, comte de Siruela (amb nombroses absències)
- 1726-1727: Balthasar Joseph Dubus, marquès de Dubus, governador de Lleida (interí)
- 1730: Blai de la Trinxeria (interí)
- 1731-1732: Antonio Santander de la Cueva (interí)
- 1732-1733: Jaime Miguel de Guzmán Dávalos y Spínola, marquès de la Mina (interí)
- 1735: Gaspar Sanz de Antona, governador de Badajoz (interí)
- 1735: Fermín de Beraiz y Dicastillo (interí)
- 1736-1738: Guillermo Alejandro Cecile y Gongnies, comte de Cecile (interí)
- 1738: Antonio Blanco Godino, marquès de Villasegura (interí)
- 1738-1739: José Fernández de Vallejo y de la Canal (interí)
- 1739: Francisco Manuel Velasco y Estrada, marquès de Pozoblanco (interí, no prengué possessió)
- 1739-1740: Francisco Pignatelli y Aymerich, governador de Saragossa (interí)
- 1740-1742: Lucas Fernando Patiño y Attendolo, marquès de Castelar (interí)
- 1742: Juan de Ayete (interí)
- 1742-1749: Luis González de Albelda y Cayro, marquès de Cairo (interí)

Regnat de Ferran VI
- 1749-1754: Lucas Fernando Patiño y Attendolo, marquès de Castelar (interí fins 1750) (segona vegada)
- 1754-1760: Joaquim de Montserrat i de Cruïlles, marquès de Cruïlles (interí)

Regnat de Carles III
- 1760: Pedro Moreno (interí)
- 1760-1767: Lucas Fernando Patiño y Attendolo, marquès de Castelar (tercera vegada)
- 1767-1768: Antonio de Azlor y Marimón (interí)
- 1768-1769: Wolfgang José Bournonville y de Ursel, comte de Flegnies
- 1769-1770: Antonio de Azlor y Marimón (interí) (segona vegada)
- 1770-1778: Antonio Manso y Díez
- 1778-1779: Luis de Arteaga-Lazcano Basurto, governador de Jaca (interí)
- 1779: Guillermo Tirry y Tirry, marquès de la Cañada (mor sense prendre possessió)
- 1779-1784: José de Gregorio y Mauro, marquès de Vallesantoro
- 1784: Miguel López-Fernández de Heredia y Julve (interí)
- 1784-1792: Félix O’Neille y O’Neille
- Entre 1784 i 1791: Benito Luis Panigo y Picazo, governador de Jaca (interí durant les absències d'O'Neille)

Regnat de Carles IV
- 1792-1795: Miguel de la Cueva y Enríquez de Navarra, duc d'Alburquerque
- 1795-1796: Juan Antonio de Courten y González
- 1796-1797: Josep d'Alòs i Bru, marquès d'Alòs, governador de Jaca (interí)
- 1797-1808: Jorge Juan de Guillelmi y Andrada

Regnat de Ferran VII i Junta Superior d'Aragó
- 1808 (mai): Carlos Mauri Mori Pini, segon caporal de la Capitania (accidental)
- 1808 (mai)-1809 (feb): José de Palafox y Melci (de facto fins a juny 1808)

Ocupació francesa
Regnat de Josep I(Governadors generals)
- 1809: Jean Lannes, duc de Montebello (cap exèrcit ocupant)
- 1809: Jean-Andoche Junot, duc d'Abrantes
- 1809-1813: Louis Gabriel Suchet, duc d'Albufera (febrer 1810 l'Aragó passà a Napoleó I)

Imperi de Napoleó I(Governadors generals)
- - 1811-1812: Honoré-Charles de Reille, comte de Reille (comandant general d'Aragó)
  - 1812-1813: Marie-Auguste Pâris (comandant general d'Aragó)

Junta Superior d'Aragó i part de Castella
- 1809 (feb-mar): Francisco de Palafox y Melci (accidental)
- 1809 (mar-abr): Luis de Palafox y Melci, marquès de Lazán (accidental)
- 1809 (abr-des): Joaquín Blake y Joyes
- 1809 (des)-1810 (gen): Francisco Gómez de Terán y Negrete, marquès de Portago (interí)
- 1809 (des)-1810 (ago): Francisco Casimiro Marcó del Pont y Méndez (comandant general d'Aragó, per nomenament de la Junta d'Aragó en conflicte amb Bassecourt i O'Donnell)
- 1809 (des)-1810 (jun): Lluís-Alexandre Procopi de Bassecourt i Dupire (comandant general de Conca i la part baixa d'Aragó)
- 1810 (gen): Juan de la Cruz Fernández de Henestrosa y Horcasitas (interí)
- 1810 (gen-jun): Enrique O'Donnell y Anethan, després comte de La Bisbal (interí)
- 1810 (mar-jun): Pedro García Navarro (comandant general interí d'Aragó per malaltia de Marcó del Pont)
- 1810 (jun)-1811 (oct): Domingo Traggia Uribarri, marquès de Palacio
- 1810 (ago)-1811 (feb): José María de Carvajal y Urrutia (comandant general d'Aragó)
- 1811 (feb-abr): Pedro Villacampa Maza de Linaza y Periel (comandant general interí d'Aragó)
- 1811 (abr)-1812 (ene):José Obispo López (comandant general interí d'Aragó)
- 1811 (oct)-1812 (ene): Joaquín Blake y Joyes (segona vegada) (cap militar des de l'agost 1811)
- 1812 (ene-feb): Ramón García de Linares (comandant general accidental d'Aragó)
- 1812 (feb-mar): Pedro Villacampa Maza de Linaza y Periel (segona vegada) (autoproclamat comandant general d'Aragó en conflicte amb Bassecourt)
- 1812 (mar-jun): José Joaquín Durán y Barazábal (comandant general interí d'Aragó)

Regnat de Ferran VII(segona vegada)
- 1814-1815: José de Palafox y Melci (segona vegada)
- 1815-1820: Luis de Palafox y Melci
- 1820-1821: Antonio José Amar y Borbón
- 1821-1822: Rafael del Riego
- 1823 (maig-desembre): Felipe Fleyres
- 1823-1824: Pedro Legallois de Grimarest y Oller
- 1824-1825: Charles d'Espagnac, futur comte d'Espanya
- 1825-1826: Luis Alejandro de Bassecourt y Dupire
- 1826 (gen-feb): Rafael Sempere Esclápez, segon caporal de la Capitania (interí)
- 1826-1830: Felipe Augusto de Saint-Marcq
- 1830: Manuel de Llauder i de Camín, futur marquès de la Vall de Ribes
- 1830-1832: Blas de Fournás y Labrosse y Gailhac-Lagardie

Regnat d'Isabel II
- 1832-1835: José de Ezpeleta y Enrile, comte d'Ezpeleta
- 1833 (Jun)-1834: Lluís Maria Andriani, governador de Jaca (interí)
- 1835 (mar-jun): Antonio María Álvarez Tomás
- 1835 (jun-set): Felipe Montes
- 1835 (ago): Manuel Latre Huarte (nomenament anul·lat)
- 1835 (set): José de Palafox y Melci, duc de Saragossa (no prengué possessió)
- 1835 (set)-1836 (abr): Francisco Serrano y Cuenca, segon caporal de la Capitania (interí)
- 1836 (abr-des): Evaristo Fernández de San Miguel, futur duc de San Miguel
- Entre ago-des 1836: Luis María Cistué y Martínez de Ximen-Pérez, baró de la Menglana, segon caporal de la Capitania (interí durant les absències de San Miguel)
- 1836 (des)-1837: Antonio Quiroga y Hermida
- 1837-1838: Marcelino Oraá Lecumberri (per Aragó i València)
  - 1837 (abril): Patricio Domínguez (segon caporal d'Aragó)
  - 1837 (mai-nov): Félix Carrera (segon caporal d'Aragó)
  - 1837 (nov)-1838 (gen): Santos Fernández San Miguel y Valledor (segon caporal d'Aragó)
  - 1838 (gen-feb): Eusebio Ruiz (comandant general interí d'Aragó)
  - 1838 (feb-mar): Juan Bautista Esteller (segon caporal d'Aragó)
  - 1838 (mar): Luis María Cistué y Martínez de Ximen-Pérez, baró de la Menglana (comandant general interí d'Aragó) (segona vegada)
  - 1838 (mar-jun): Agustín Caminero (comandant general interí d'Aragó)
  - 1838 (jun)-1840: José Fermín Conget (segon caporal d'Aragó)
- 1838-1839 - Antonio van Halen y Sarti (per Aragó i València)
- 1839-1840 - Leopoldo O'Donnell (per Aragó i València)
- 1841 (maig-jul) Mariano Ricafort Palacín y Abarca
- 1843-1844 - Narcís Claveria i Zaldua
- 1844-1845 - Manuel Bretón del Rio y Fernández de Jubera
- 1845 (Ago-dic) Josep Manso i Solà
- 1845-1847 Valentín Cañedo Miranda
- -1854: Felipe Rivero y Lemoine
- 1854-1856 Ignacio Gurrea Medrano
- 1856 (gen-jul) Antonio Falcón Abellán
- 1856 (jul-ago) Domingo Dulce
- (ago-oct) 1856 José María Marchessi y Oleaga
- José Turón y Prats
- (jul-oct) 1858 José María Marchessi y Oleaga
- 1858-1859 Luis García y Miguel de la Calle
- 1860-1862 Luis García y Miguel de la Calle
- 1862 (ago)- 1863 (feb) Fernando Cotoner y Chacón Manrique de Lara y Despuig
- 1863-1865: Joaquín del Manzano y Manzano
- 1865 (mai)-1866 (feb) Juan Zapatero y Navas
- 1866 (feb-jul) José Martínez Tenaquero
- 1866 (jul-nov) Juan Zapatero y Navas (segona vegada)
- 1866 (nov-des) José Antonio de Orozco y Zúñiga
- 1867 (gen-ago) José Ramón Mackenna Muñoz
- 1867 (ago-set) - Eusebio Calonge y Fenollet
- 1867 (set) - 1868 (set): Juan Antonio de Zaratiegui`

Sexenni democràtic
- 1868 (set-oct): Anselmo Blaser San Martín
- 1868 (oct-nov) Cándido Pieltain y Jove-Huergo
- 1868-1871 Joaquim de Bassols i de Maranyosa
- 1871-1872: Juan Alaminos y Vivar
- 1872-1873 José Santa Pau i Bayona
- 1873 (des)- 1874 (maig) Agustín de Burgos Llamas
- 1874 (maig-nov) Romualdo Palacio y González
- 1874 (nov) -1875 (gen) Gabriel Baldrich i Palau
- 1875 (gener-abril ) Carlos Yauch Condamy
- 1875 (abril-juliol) Eulogi Despujol i Dusay
- 1875 (jul) - 1876 (abril) Ramón Fajardo Izquierdo
- 1876 (abril-oct) Ramón Blanco y Erenas
- 1876-1877: Rafael Juárez de Negrón y Centurión de Córdova
- 1877-1882 Ignacio María del Castillo y Gil de la Torre
- 1882-1884: Luis Dabán y Ramírez de Arellano
- 1884-1886; Zacarías González Goyeneche

Regnat d'Alfons XIII
- 1886-1888: José Chinchilla y Díez de Oñate
- 1888-1893: Antonio Moreno del Villar
- 1893-1894: Enric Bargés i Pombo
- 1894-1896: Francisco Javier Girón y Aragón
- 1896-1897: Julio Seriñá y Raymundo
- -1897: Miguel Correa y García
- 1897-1898: Álvaro Suárez Valdés y Rodríguez San Pedro
- 1898 (gen-jun) - : Federico Ochando Chumillas
- 1898-1899: Francisco Javier Girón y Aragón
- 1899-1900: Arsenio Linares Pombo
- 1900-1902: Francisco Borrero Limón
- 1902-1904: Emilio March García
- 1904-1907: Enrique Franch Trasserra
- 1907-1910: Adolfo Rodríguez Bruzón
- 1910-1917: Luis Huertas Urrutia
- 1917-1918: Arturo Alsina y Netto
- 1918-1922: Juan de Ampudia y López de Ayala
- 1923: José Olaguer-Feliú y Ramírez
- 1923 (jul-des): Carlos Palanca y Cañas
- 1923-1925: Enrique Barreiro del Riego
- 1925-1928: Francisco Perales Vallejo
- 1928- 1931: Jorge Fernández de Heredia y Adalid

Segona República
- 1931-1932: Agustín Gómez Morato
- 1932-1935: José Sánchez-Ocaña Beltrán
- 1935-1936: Rafael Villegas Montesinos
- 1936 (gen-jul): Miguel Cabanellas Ferrer (recolzà el cop d'Estat)
- 1936-1937: vacant (milícies antifeixistes controlen la banda oriental d'Aragó)
- 1936 (ago-des): José Eduardo Villalba Rubio (cap d’operacions del Front d’Aragó, per uns altres, només cap del setge d’Osca)
- 1937-1938: Sebastián Pozas Perea (Comandant de l’Exèrcit de l’Est)
- 1938: Juan Perea Capulino (Comandant de l’Exèrcit de l’Est)

Junta de Defensa Nacional
- 1936 (jul-ago): Germán Gil y Yuste (succeí Cabanellas a la banda occidental d'Aragó)
- 1936-1937: Miguel Ponte Manso de Zúñiga

Dictadura franquista
- 1937-1938: José Moscardó e Ituarte
- 1938-1939: Francisco Rañoy Carvajal
- 1939 (jul-set): Eliseo Álvarez-Arenas y Romero
- 1939-1945: José Monasterio Ituarte
- 1945-1949 Juan Bautista Sánchez González
- 1949-1953 Álvaro Sueiro Vilariño
- 1953-1954 Francisco Franco Salgado-Araujo
- 1954-1961 Manuel Baturone Colombo
- 1961-1952: Luis Zanón Aldalur
- 1963-1964 Mariano Alonso Alonso
- 1964-1965 César Mantilla Lautrec
- 1965-1967 Enrique Inclán Bolado
- 1967-1968 Emilio de la Guardia Ruiz
- 1968 Fernando González-Camino y Aguirre
- 1968-1970 Carlos Ruiz García
- 1970-1971 Gonzalo Fernández de Córdoba y Ziburu
- 1971-1975 Joaquín Bosch de la Barrera
- 1975-1977 Manuel de Lara del Cid

Regnat de Joan Carles I
- 1977-1978 Manuel Cabeza Calahorra
- 1978-1981 Antonio Elícegui Prieto
- 1981-1983 Luis Caruana Gómez de Barreda
- 1983 (maig-novembre) Luis Sáez Larumbe
- 1983-1984 Manuel Álvarez Zalba
- 1984-1986 Baldomero Hernández Carreras (últim)

Caps de la Regió Militar Pirenaica
- 1987-1990. José Luis Carrasco Lanzós
- 1991-1993. Ricardo Marzo Mediano
- 1993-1997. Antonio Martínez Teixidó
- 1997-1999. Victor Suanzes Pardo
- 1999-2000. Rafael de Valenzuela Teresa
- 2000-2003. Luis Alejandre Sintes